# Rue de la Sarthe
La rue de la Sarthe (en occitan : carrièra de la Sarthe) est une voie publique de Toulouse, chef-lieu de la région Occitanie, dans le Midi de la France. Elle se trouve dans le quartier de Papus, dans le secteur 2 - Rive gauche.

## Situation et accès

### Description
La rue de la Sarthe naît perpendiculairement à la route de Seysses. Elle se termine au carrefour de la rue de Mayenne. Elle est prolongée au nord par le chemin de Papus qui aboutit à la rue de la Touraine.
La chaussée compte une voie de circulation automobile dans chaque sens. Elle est définie comme une zone 30 et la vitesse y est limitée à 30 km/h. Il n'existe pas d'aménagement cyclable.

### Voies rencontrées
La rue de la Sarthe rencontre les voies suivantes, dans l'ordre des numéros croissants (« g » indique que la rue se situe à gauche, « d » à droite) :
1. Route de Seysses
2. Rue de l'Eure (g)
3. Rue du Morbihan (d)
4. Rue de l'Eure - accès piéton (g)
5. Rue du Morbihan (d)
6. Rue Pierre-Fontan - accès piéton (g)
7. Chemin de Papus (g)
8. Rue de la Mayenne (d)

### Transports
La rue de la Sarthe n'est pas directement parcourue par les transports en commun. Elle est cependant proche de la route de Seysses, desservie par les lignes de Linéo L4 et de bus 13. À proximité se trouve également la gare de Gallieni-Cancéropôle, sur la ligne de chemin de fer de Toulouse à Auch.
La station de vélos en libre-service VélôToulouse la plus proche est la station no 266 (38 rue de la Touraine).

## Odonymie
La rue est nommée en 1965 en référence au département de la Sarthe. Plusieurs voies du quartier portent d'ailleurs des noms d'autres départements français : Ardèche, Cantal, Creuse, Doubs, Eure, Landes, Mayenne, Morbihan, Oise, Var, Vendée, Vienne et Yonne.

## Histoire
La rue de la Sarthe est tracée progressivement entre 1964 et 1965, au fur et à mesure de la progression des travaux de la cité de Tabar, depuis le chemin de Papus vers la route de Seysses. La cité est construite sur des terrains agricoles qui, dépendant du domaine de Tabar, avaient été laissés non-bâtis à la suite de l'aménagement de la cité des Combattants.

## Patrimoine et lieux d'intérêt

### Cité du Tabar
La cité du Tabar est rapidement construite entre 1964 et 1965 sur une vaste parcelle de 47 000 m2, limitée au nord par la cité de Papus et au sud par l'avenue du Corps-Franc-Pommiès. Elle compte plusieurs barres d'immeubles, disposées le long des rues.
- no  6 : école maternelle Tabar.